# Chengguan (Lhasa)
Chengguan Qu, Tibetaans: Thrinkon Chu of Thrinkonchu is een district in de Chinese stad Lhasa. Thrinkon Chu is de stadskern van deze provinciehoofdstad. Thrinkon Chu betekent letterlijk stadspoort district. Het heeft een oppervlakte van 523 km².
Volgens tellingen in 1999 woonden er 138.267 mensen in dit district.

## Geografie
Thrinkon Chu is verdeeld in zes grote gemeentes en vier gemeentes (Chinese namen):
| grote gemeente | Gongdelin    | 公德林街道 |
| grote gemeente | Zaxi         | 扎细街道   |
| grote gemeente | Jibenggang   | 吉崩岗街道 |
| grote gemeente | Bakuo        | 八廓街道   |
| grote gemeente | Jiri         | 吉日街道   |
| grote gemeente | Chongsaikang | 冲赛康街道 |
| gemeente       | Caigongtang  | 蔡公堂乡   |
| gemeente       | Najin        | 纳金乡     |
| gemeente       | Nianre       | 娘热乡     |
| gemeente       | Duode        | 夺底乡     |